# Budapest tömegközlekedése
Budapest tömegközlekedésének lebonyolítója az ArrivaBus Kft., a BKV Zrt., a Volánbusz Zrt. és a MÁV-HÉV Zrt., amelyek a Budapesti Közlekedési Központ és az Építési és Közlekedési Minisztérium megrendelésére a metró-, autóbusz-, trolibusz-, HÉV- és villamoshálózatot üzemeltetik.

## Története

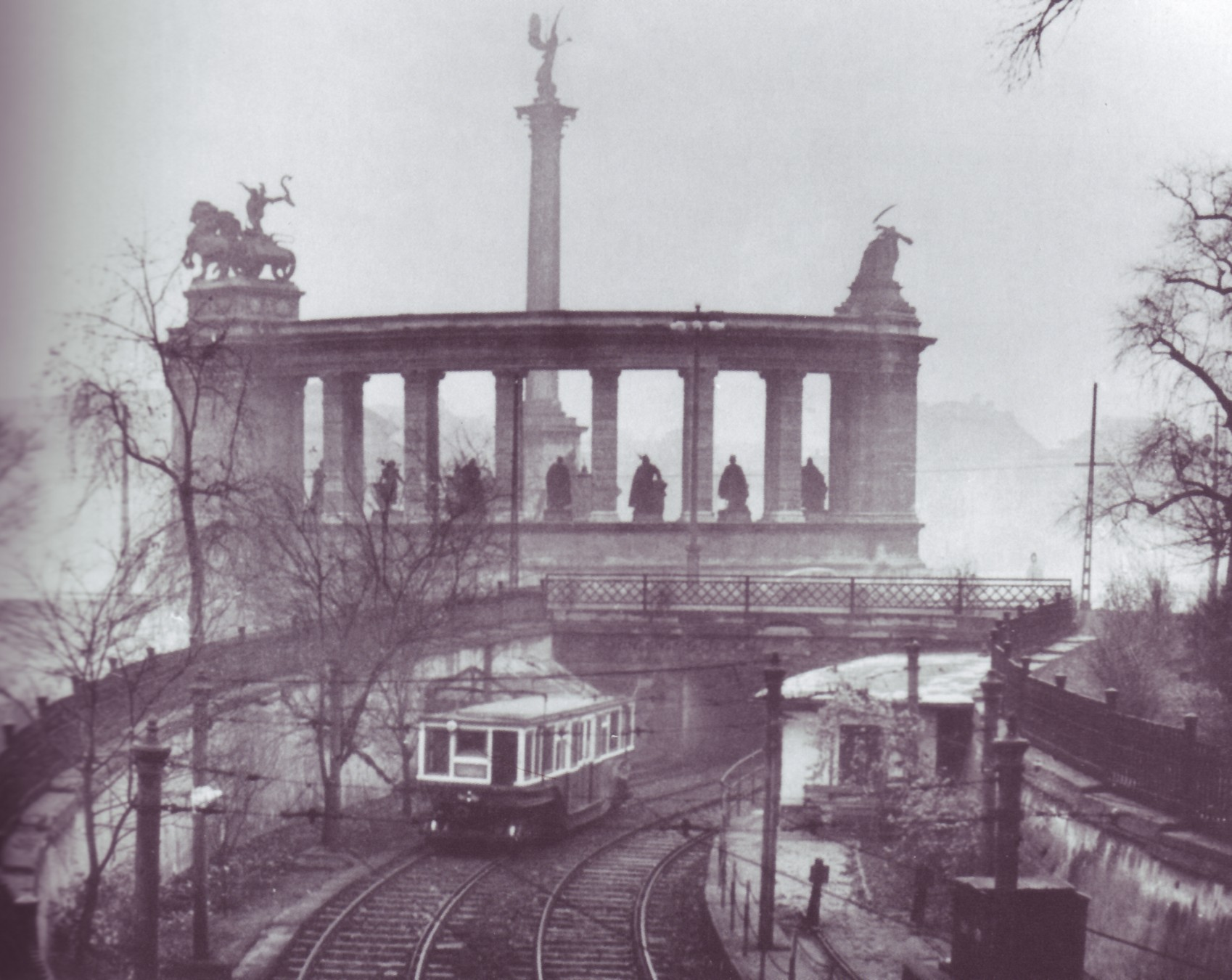
A Millenniumi Földalatti Vasút felszíni szakasza a Hősök terénél

### Budapest közlekedése a 19. században
A 19. században az ország fejlesztésének középpontja Pest-Buda, ill. Budapest lett. A város fejlődése elválaszthatatlanul egybeforr a központosítottan kiépített vasúthálózat térszervező, társadalmi munkamegosztást és városodást elősegítő hatásaival.
Amikor a főváros nagyvárossá válásának összetett folyamatából (népesedési, gazdasági, politikai, tárgyi feltételek) kiemeljük a modern közlekedési infrastruktúrát, (kiépítését, működésének jellemzőit, városra gyakorolt járulékos hatásait) óhatatlanul leegyszerűsítünk.
A fejlődés minőségi és mennyiségi mutatói eltakarják azokat a különböző érdekstruktúrákat, melyek befolyásolják (felgyorsítják vagy késleltetik) a folyamatokat. Szinte egyenes vonalúnak tűnik a modernizáció, pedig egy nagyváros hálózataihoz fűződő érdekek a legváltozatosabbak – gyakran egymásnak ellentmondóak – lehetnek. A Lánchíd tulajdonosai nem voltak érdekeltek egy második Duna-híd megépítésében, a bérkocsisok sikerrel odázták el a taxiközlekedés engedélyezését, a lóvasutak önköltségeiket akarják leszorítani, az utasok a járatszámot növelni. Értelemszerűen, az erősebb érdekérvényesítő képességgel rendelkező csoportok hatékonyabban tudták képviselni érdekeiket.
A városegyesítés utáni periódusban – tehát tudatos városfejlesztés eredményeként – jön létre a budapesti életet máig átható gyűrűs-sugaras városszerkezet. Elkészülnek a város – jelentőségüket ma is őrző – modern útvonalai: az Andrássy út és a Nagykörút. A pesti oldal két nagy pályaudvarának forgalmi kapcsolatai is kiválóak: a Nyugati pályaudvar közvetlenül a Nagykörúton áll, a Keleti pályaudvar pedig kezdőpontja annak a hangsúlyos forgalmi tengelynek, amelyik a Rákóczi út, kiszélesített Kossuth Lajos utca, Erzsébet híd útvonalon átvezet a Duna jobb partjára, és ott több irányba szétágazik.
A város növekvő és egyre jobban strukturált közlekedési rendszerének fejlődése elválaszthatatlanul összefügg a főváros népességének gyarapodásával. A növekvő városban a 19. század valamennyi közlekedési eszköze (bérkocsik, omnibusz, lóvasút, villamos, földalatti) jelen van.
Az 1870 előtti évtizedekben a város közlekedési eszközeit leginkább kisvállalkozók működtetik. Az 1870-es évtizedtől kezdődően lassan, de fokozatosan megváltozik a korszellem: a város közlekedési infrastruktúrájában egyre nagyobb szerepet játszanak a közlekedési vállalatok, részvénytársaságok. Az 1880-as évtized utolsó éveitől pedig már nem az invenció, hanem sokkal inkább az innováció jellemzi a közlekedés fejlődését. Már nem vállalkozó kedvű emberek ötletessége, speciális technikai ismeretei alakítják a város közlekedési struktúráját, hanem szabadalmak, gyártmányok, technikai fejlesztések formálják. Budapest nyitott az újdonságokra és büszke eredményeire.
Az első fővárosi lóvasúti vonal (1866) Európában a hatodik. Budapest az első olyan európai város, melynek belvárosában épült meg a villamosvasút (1887). Az 1896-ban megnyitott Földalatti vasút pedig London után a második Európában.
Érdekes módon, a korszerűtlen omnibusz (1832-1929 között működő) forgalma a századforduló éveiben teljesedett ki leginkább. 1900-ban 48 db, egy év múlva már 122 omnibuszkocsi járta a város utcáit. A járatok elsősorban a város szórakoztató (színházak, orfeumok, mulatók) és kiránduló pontjait (budai hegyvidék) érintették. A csak "mérsékelt ügetésben" haladó omnibuszokat karlengetéssel lehetett megállítani.
Az 1866-tól működő lóvasút utasforgalma – eltekintve az 1874-1880 közötti időszaktól – egyenletesen emelkedett. A hangos kürtszóval robogó lóvasutak szállítják az utasokat a terjeszkedő város egyre távolabbi végpontjai felé. A járatok irányát más és más szín-összeállítású zászlókkal jelzik.
A lóvasút és villamosvasút fejlődésében 1896-ban döntő fordulat következik be: ebben az évben a villamos már 130 km hosszú vágányhálózaton mintegy 27 viszonylaton közlekedik, a lóvasutak forgalma pedig drasztikusan visszaesik. 1895-ben még 23 millió utast szállítanak, 1896-ban alig 300 ezret. A villamosvasúti társaságok külön nyári és téli menetrendet készítettek. A legsűrűbb járat percenként indult, a legritkább 10 percenként. A századforduló fővárosának utcaképéhez szervesen hozzátartozik a sűrű vonalhálózattal rendelkező, sárga és barna villamoskocsik látványa.

### Budapest közlekedése a 20. században

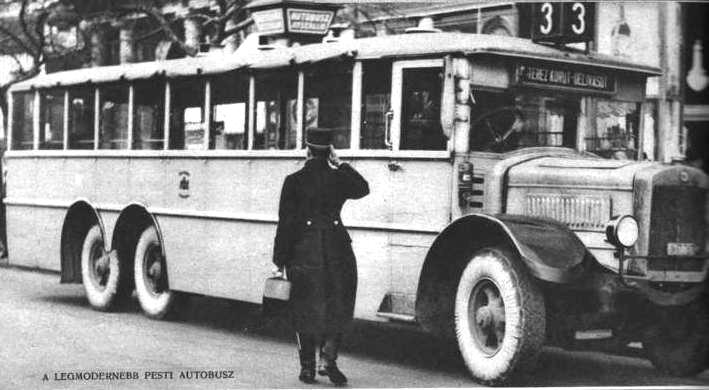
A legmodernebb autóbusz 1930 előtt

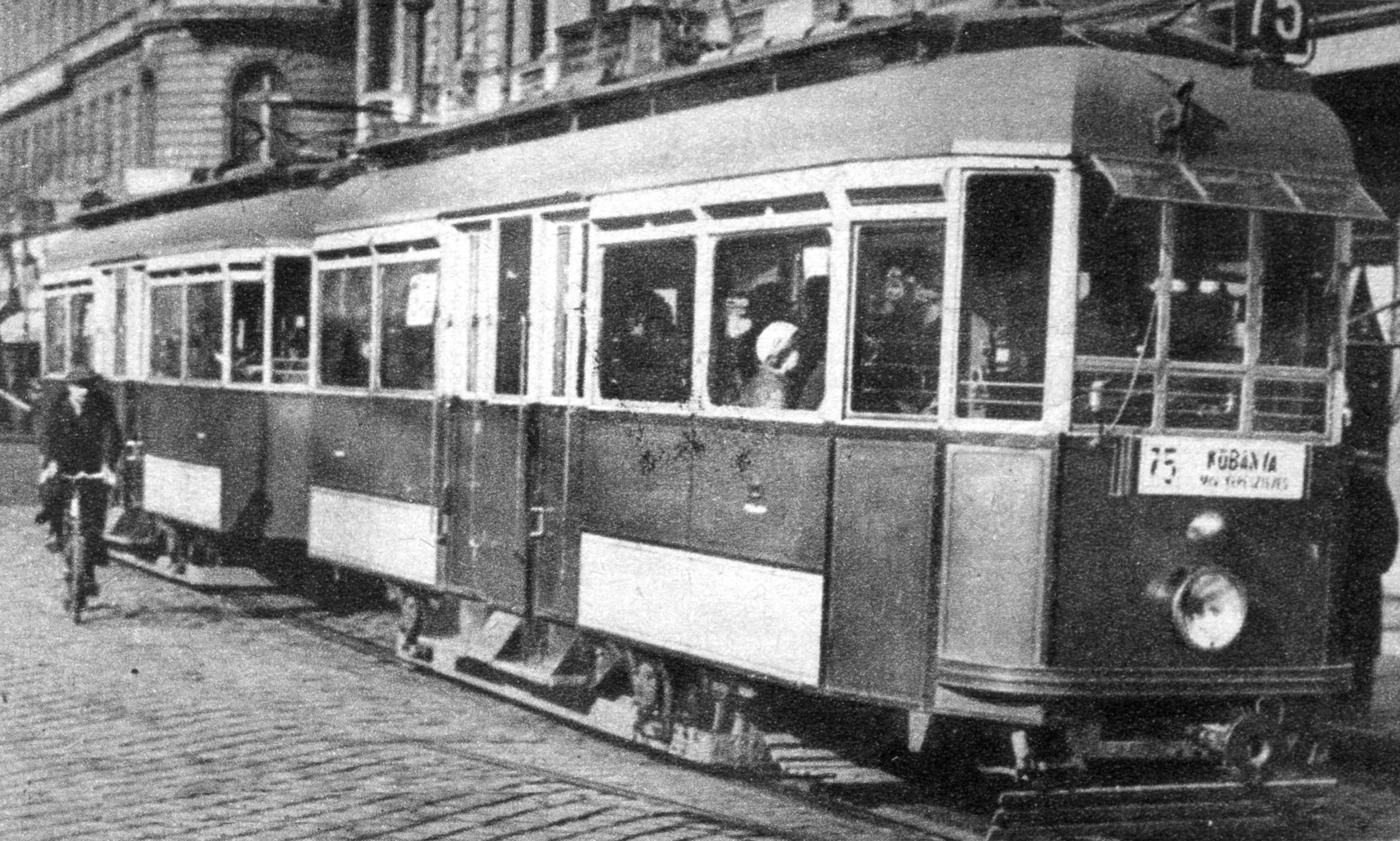
75-ös villamos 1930 előtti évekből

### Budapest közlekedése a 21. században

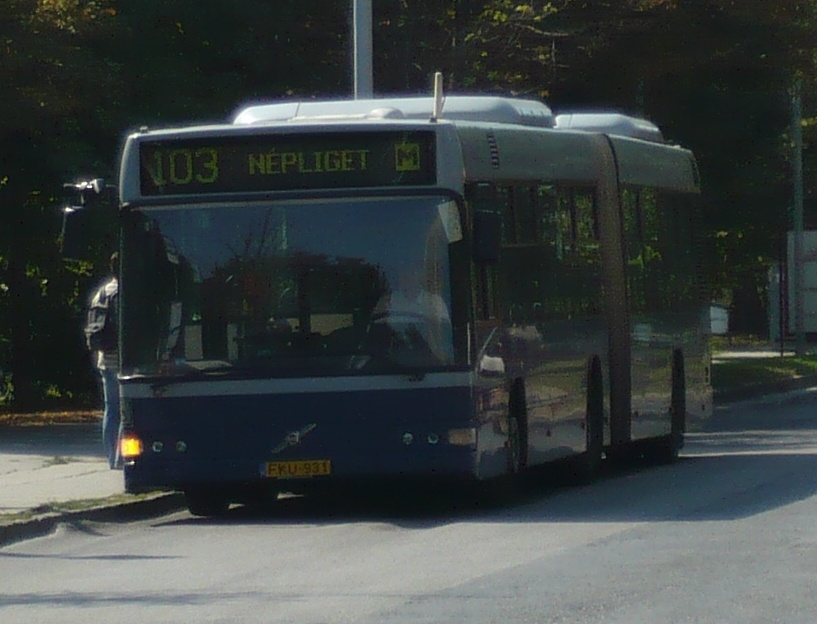
Népligetig közlekedő Volvo 7700A típusú autóbusz a 103-as vonalán, 2005-ben

2022-ben a fővárosi közösségi közlekedés arányai a különböző módok között (angolul: modal split) a következők szerint oszlottak meg: közel 4,3 millió utazás történt összesen, ebből 37,4 százalék autóbusz, 27,0 százalék villamos, 25,6 százalék metró, 5,8 százalék trolibusz, illetve 4,2 százalék pedig a HÉV járatok igénybevételével történt.

### A 2008-as új paraméterkönyv
2008. augusztus 21-én átszervezték a budapesti közlekedést: elsősorban a buszhálózatot gyökeresen átalakították, sok járatot átszámoztak, több megállót is átneveztek.
A metró-, HÉV- és vasúti átszállási lehetőségeket a megállónevekben jelölték: a metróközlekedést "M" betűvel, a HÉV-közlekedést "H" betűvel jelölték. A vasúti kapcsolatok jelzésére a vasútállomás, illetve a pályaudvar neve lett a megálló neve is. (Például: Népliget M, Batthyány tér M+H, Zugló vasútállomás, Kelenföld vasútállomás.) Ahol ezek közül több is megtalálható, ott ezt is jelzik: Örs vezér tere M+H, Keleti pályaudvar M. Ezek a feliratok feltűnnek a menetrendekben és a viszonylatjelző táblákon is (lásd a jobb oldali képet).
Az átszervezés célja egy olcsóbban üzemeltethető, az igényekhez mégis jobban alkalmazkodó, jobb szolgáltatást nyújtó hálózat kialakítása volt: a kocsikilométerek számát összevonásokkal igyekeztek csökkenteni, ezzel a kényszerátszállások számát csökkentve (például hosszú 5-ös autóbuszvonal, a korábbi 5-ös, 67V és a 25-ös járatok egyesítésével). Emellett menetrendi hangolásokkal tervezték csökkenteni az utazásra fordítandó időt. Az új rendszer gyakori kritikája[forrás?], hogy az előnyök nem tudnak maradéktalanul érvényesülni, mert a BKV nem képes a megnövekedett menetirányítási feladatokat kezelni. Valamint a változtatások nem voltak kellően előkészítve, így a menetidőket számos helyen irreálisan határozták meg, és a változással járó utastájékoztatási feladatokat nem látták el megfelelően.

## Metró
A budapesti metró jelenleg négy vonalon üzemel:
- (sárga metró; kisföldalatti): Mexikói út–Vörösmarty tér
- (piros metró; kelet–nyugati metró): Örs vezér tere–Déli pályaudvar
- (kék metró; észak–déli metró): Újpest-központ–Kőbánya-Kispest
- (zöld metró; Dél-Buda–Rákospalota-metró): Keleti pályaudvar–Kelenföld vasútállomás

### Járműpark[3]
- 23 db Ganz gyártmányú villamos motorkocsi az M1-es metróvonalon. Pályaszám: 21–43. Beszerzés: 1973–1987
- 22 db Alstom Metropolis (AM5–M2) típusú metrószerelvény az M2-es metróvonalon. Pályaszám: 410–519. Beszerzés: 2009–2013
- 15 db Alstom Metropolis (AM4–M4) típusú metrószerelvény az M4-es metróvonalon. Pályaszám: 520–579. Beszerzés: 2012–2013
- Metrovagonmas által gyártott metrókocsik az M3-as metróvonalon (37 db szerelvény):
  - 74 db 81–717.2K típusú vezérlő-motorkocsi. Pályaszámok: 600–673. Beszerzés: 2017–2018
  - 148 db 81–714.2K típusú motorkocsi. Pályaszámok: 6000–6147. Beszerzés: 2017–2018

## Villamos
Budapesten (ill. az akkor még különálló Pesten) az első lóvasút 1866. július 30-án nyílt meg, mely jelentős népszerűségre tett szert, így számos újabb követte. Az első villamos közúti vasút azonban nem egy korábbi lóvasúti vonal villamosításából született, hanem a Siemens & Halske cég a Nagykörúton, azon belül is a Nyugati pályaudvar és a Király utca között új vonalat épített ki. A főváros első villamosvonala az 1887. október 1-jén kiadott engedély alapján már november 28-ára el is készült. Ma 36 különböző villamosjárat közlekedik a városban, mely így közlekedési rendszerében a mai napig meghatározó jelentőségű. Fénykorában a mainál jóval nagyobb hálózattal rendelkezett.

### Járműpark
- 37 Ganz CSMG
- 30 Ganz KCSV–7
- 18 ČKD Tatra T5C5
- 302 ČKD Tatra T5C5K
- 66 DÜWAG TW 6000
- 25 LHB TW 6000
- 39 Siemens Combino Supra
- 124 CAF Urbos 3
- 7 SGP (fogaskerekű)

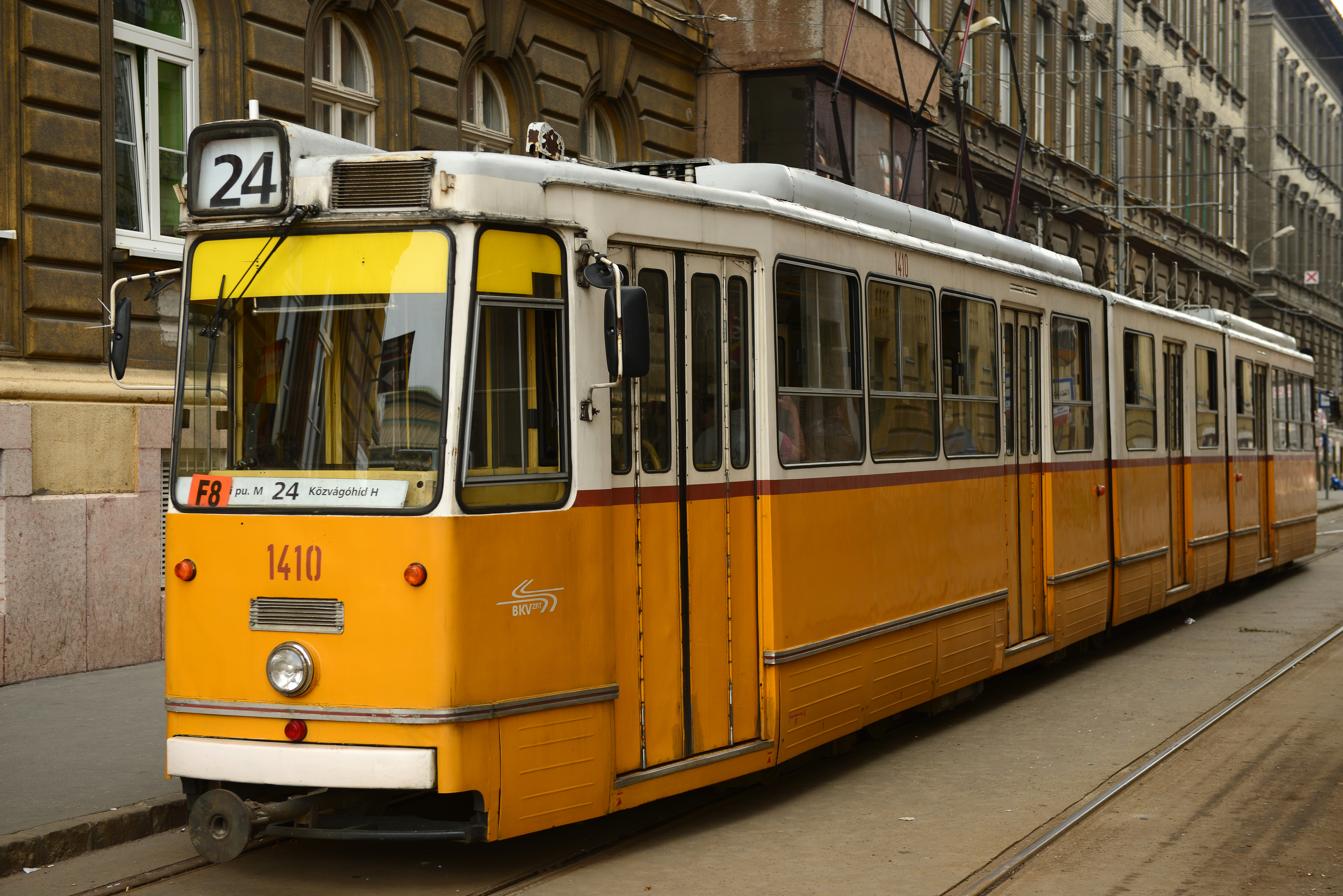
Ganz CSMG
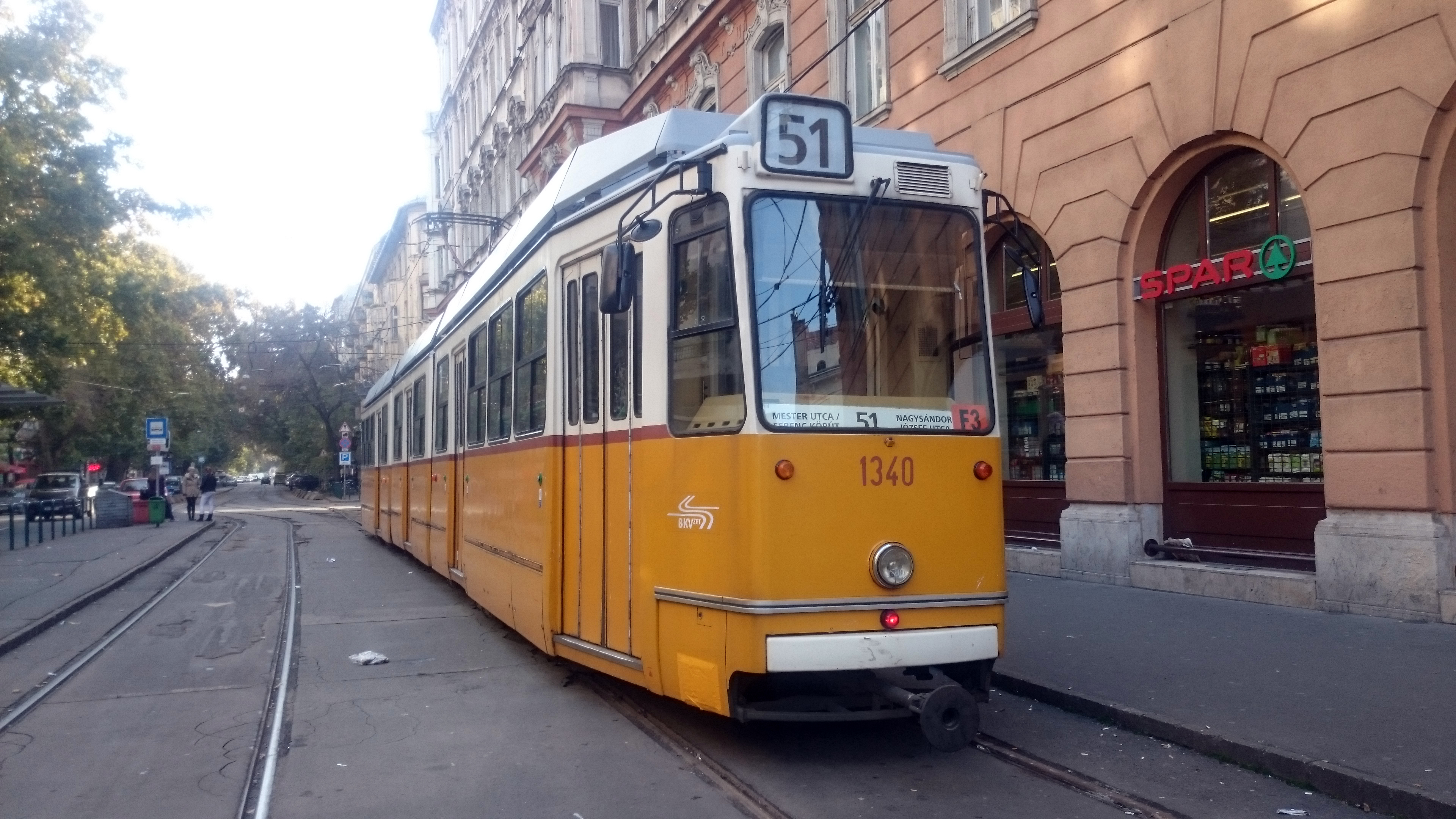
Ganz KCSV–7
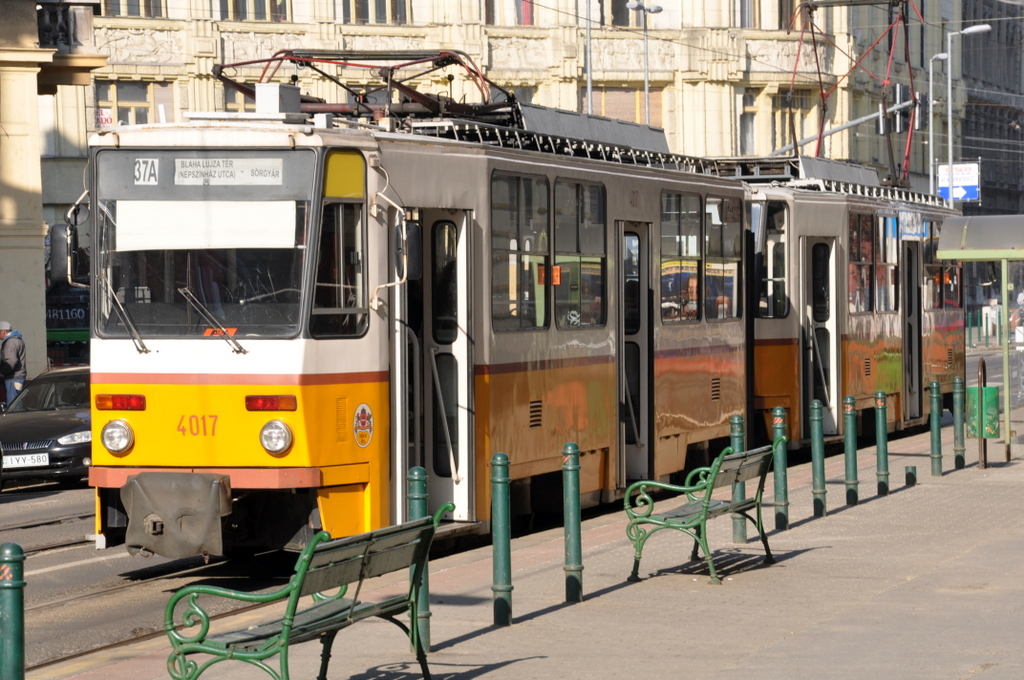
Tatra T5C5
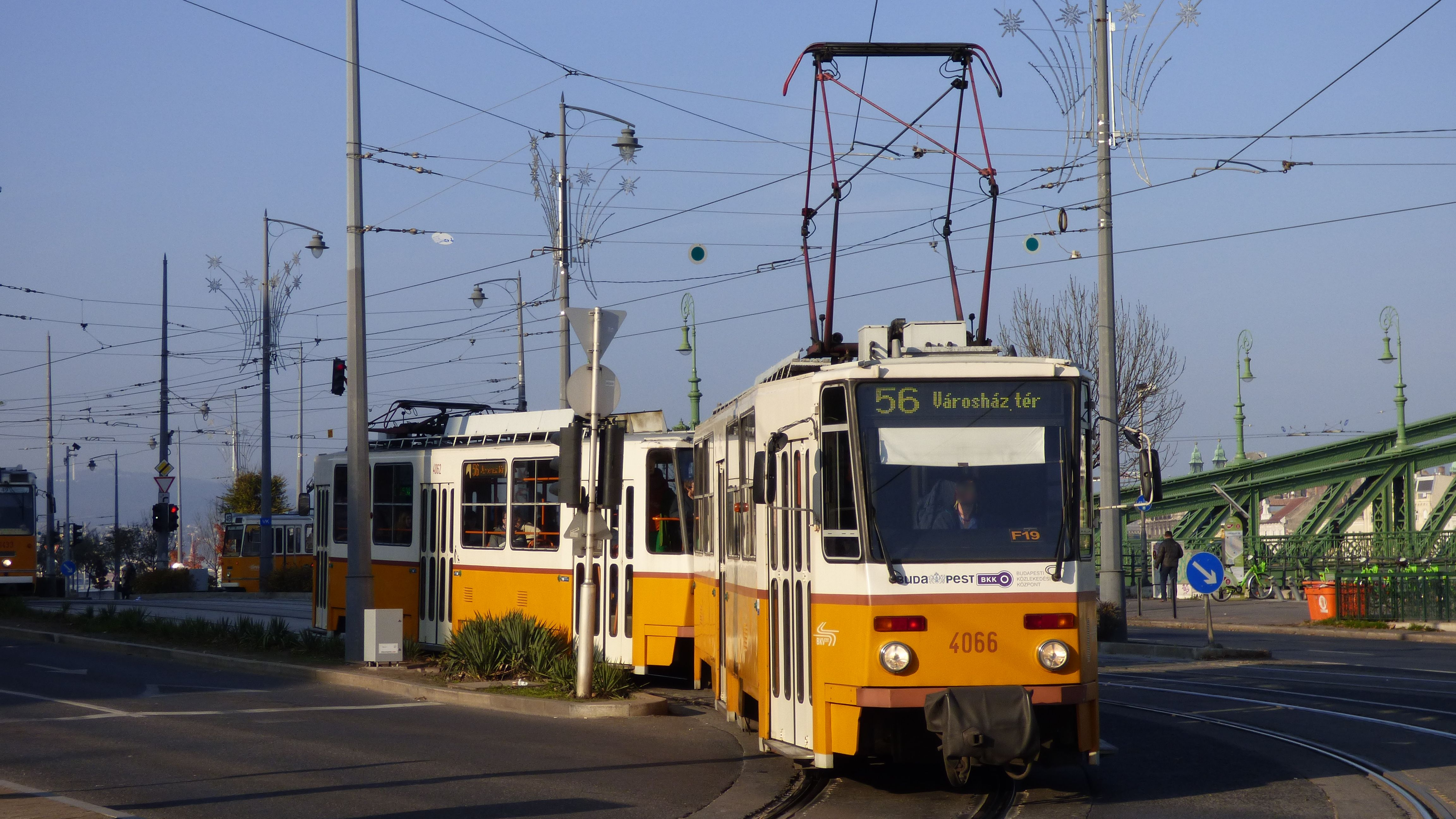
Tatra T5C5K
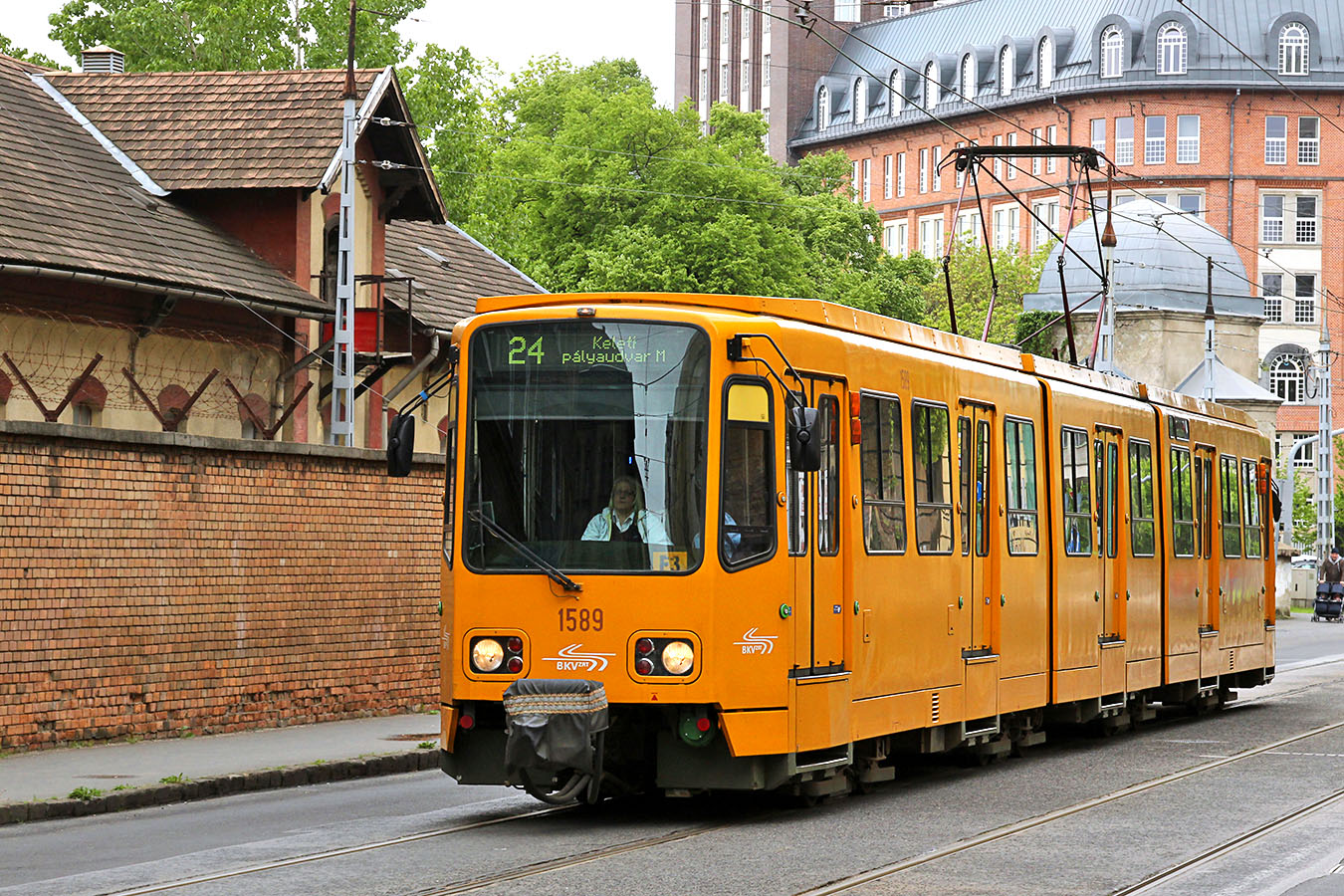
TW 6000
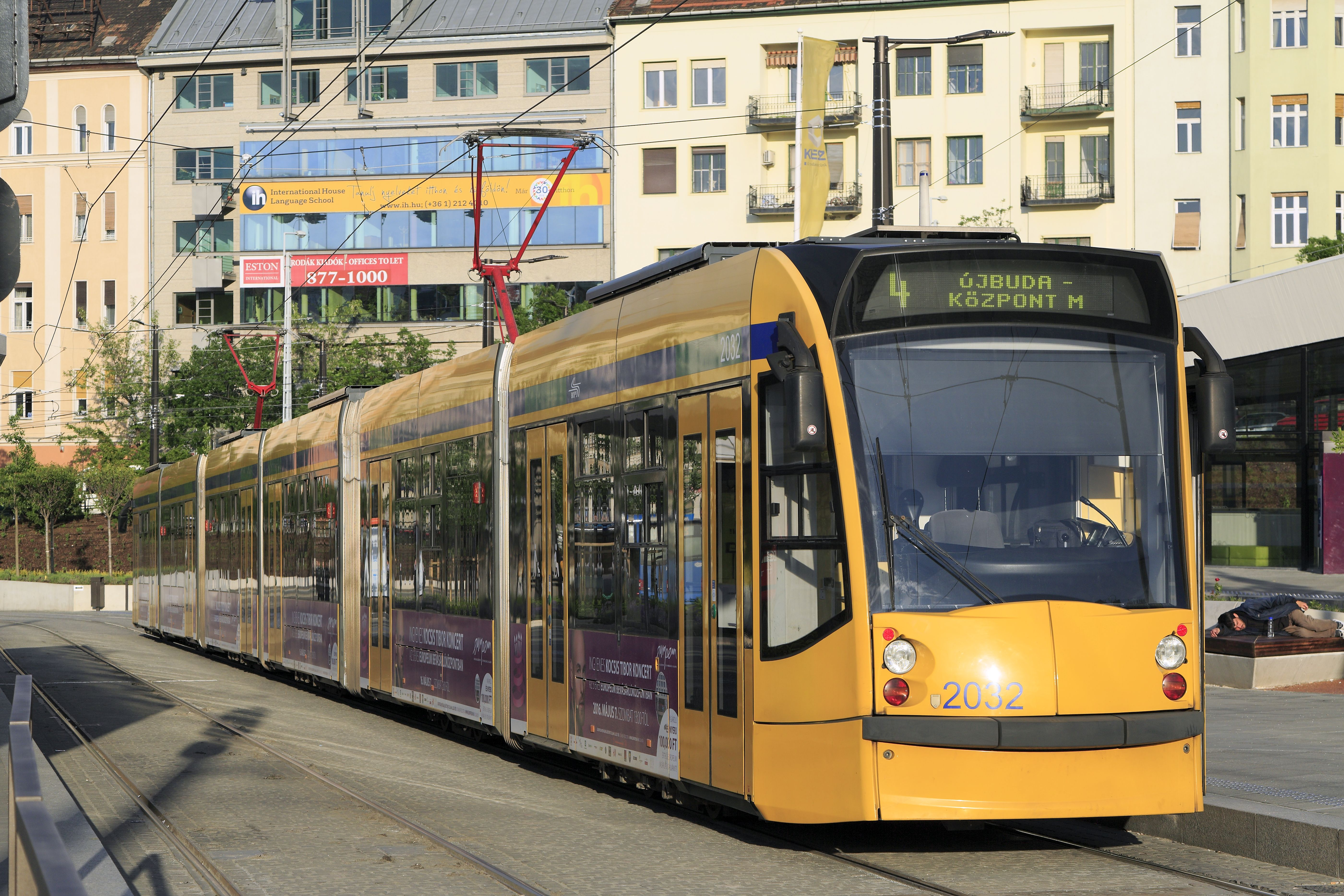
Siemens Combino
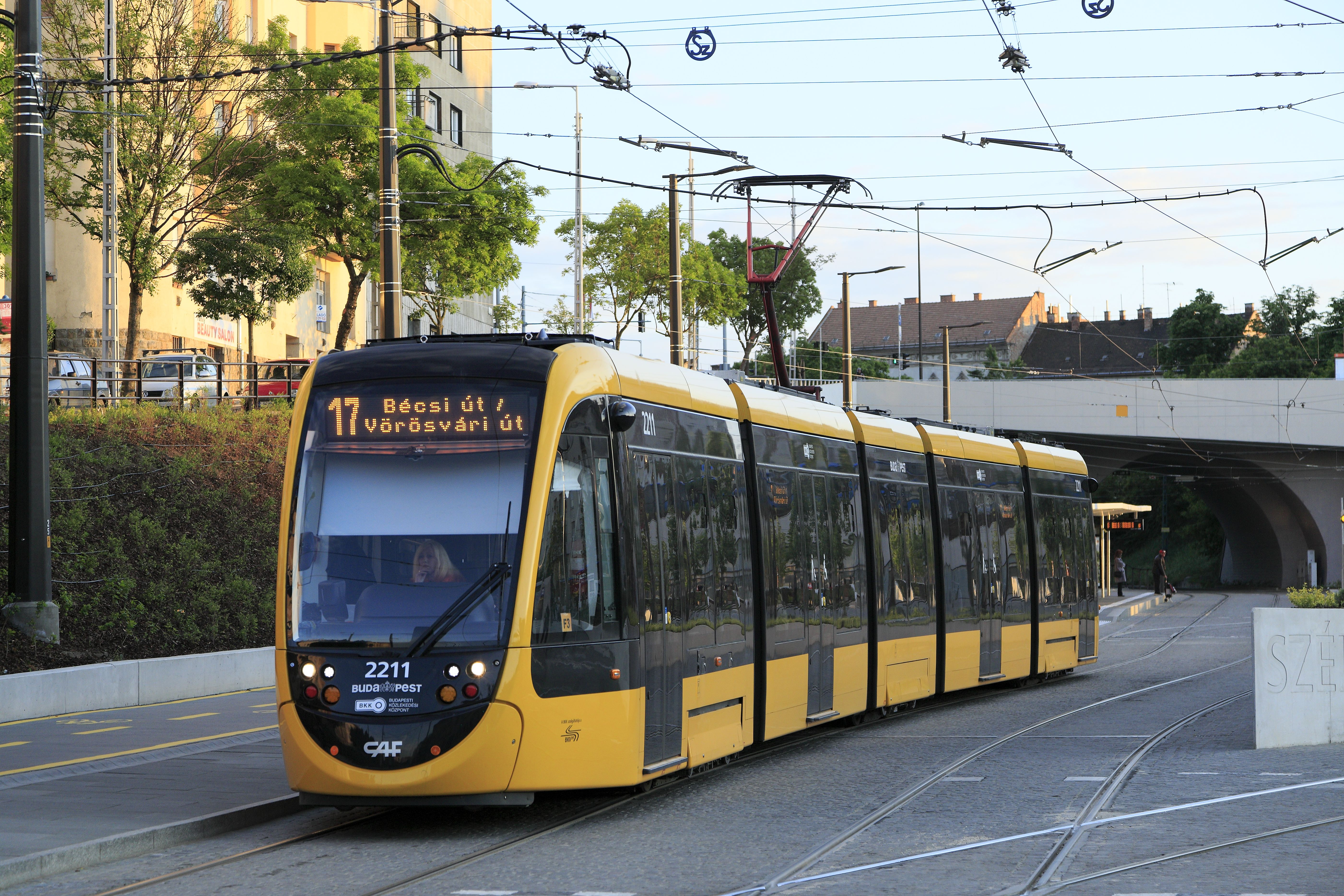
CAF Urbos 3

## Autóbusz

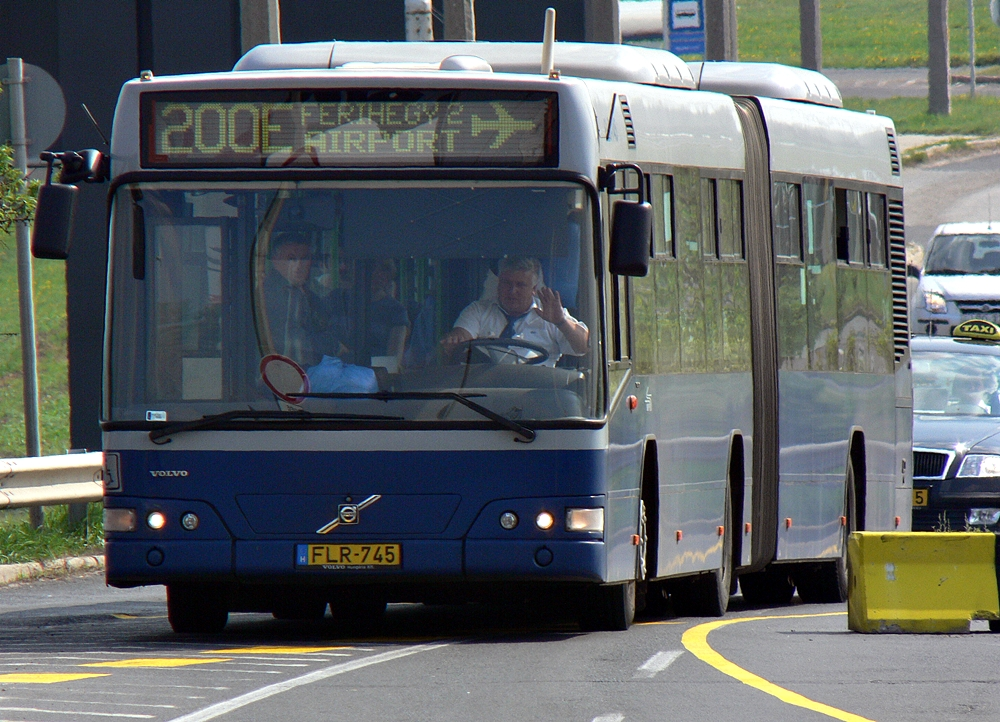
Volvo 7700A típusú autóbusz a 200E jelzésű járaton, Budapesten

Budapest közösségi közlekedésében a legnagyobb szerep az autóbuszoknak jut. Jelenleg a Budapesti Közlekedési Központ megrendelésére több mint 200 járat közlekedik. Megkülönböztetnek alap-, betét- és gyorsjáratokat, valamint ideiglenes pótlójáratokat. Az alapjáratok általában az útvonalukat érintő minden megállóban megállnak, a gyorsjáratok csak az útvonalukba eső fontosabb, forgalmasabb megállókban állnak meg, a betétjáratok pedig rövidített útvonalon haladnak.

### Járműpark

#### ArrivaBus Kft.
- 156 MAN Lion’s City szóló busz
- 81 MAN Lion’s City 12 szóló busz
- 81 MAN Lion’s City 18 csuklós busz
- 21 Mercedes-Benz Citaro2 szóló busz
- 12 Mercedes-Benz Citaro2 csuklós busz
- 132 Mercedes-Benz Conecto G csuklós busz

#### BKV Zrt.[4]
| Mennyiség | Típus                                 | Állományba vétel |
| --------- | ------------------------------------- | ---------------- |
| 6         | Ikarus 412 szóló busz                 | 1999–2001        |
| 4         | Ikarus-EAG E91 midibusz               | 2020–2021        |
| 18        | Ikarus V127 szóló busz                | 2014–2015        |
| 50        | Modulo M108d szóló busz               | 2015–2016        |
| 23        | Modulo M168d csuklós busz             | 2018–2021        |
| 7         | Modulo C68E midibusz                  | 2016             |
| 42        | Volvo 7700 szóló busz                 | 2012             |
| 78        | Volvo 7700A csuklós busz              | 2004–2006        |
| 9         | Van Hool AG300 csuklós busz           | 2009             |
| 2         | Van Hool newA330 szóló busz           | 2013–2017        |
| 41        | Van Hool newA330 CNG szóló busz       | 2014–2020        |
| 43        | Van Hool newAG300 csuklós busz        | 2015–2021        |
| 4         | Solaris Urbino 8.9 LE midibusz        | 2022–2023        |
| 7         | Solaris Urbino 10 midibusz            | 2014–2021        |
| 15        | Karsan ATAK midibusz                  | 2015–2018        |
| 70        | Mercedes-Benz Citaro szóló busz       | 2012–2024        |
| 80        | Mercedes-Benz Citaro2 szóló busz      | 2013-2014        |
| 20        | Mercedes-Benz Citaro G csuklós busz   | 2018–2024        |
| 81        | Mercedes-Benz Citaro2 G csuklós busz  | 2013-2014        |
| 76        | Mercedes-Benz Conecto szóló busz      | 2015–2017        |
| 125       | Mercedes-Benz Conecto2 szóló busz     | 2020–2022        |
| 55        | Mercedes-Benz Conecto G csuklós busz  | 2016–2021        |
| 100       | Mercedes-Benz Conecto2 G csuklós busz | 2020–2022        |
| 5         | Vehixel Cytios mikrobusz              | 2014–2019        |
| 6         | Renault Master mikrobusz              | 2010–2018        |
| 3         | Mercedes-Benz 515 Sprinter mikrobusz  | 2020–2024        |

#### Volánbusz Zrt.
- 23 Volvo 7900A csuklós busz
- 21 MAN Lion’s City szóló busz
- 28 Volvo 7700 Hybrid szóló busz
- 12 Volvo 7900 Hybrid szóló busz
- 164 MAN Lion’s City 12 CNG szóló busz
- 20 Mercedes-Benz Conecto2 szóló busz
- 30 Mercedes-Benz Conecto2 G csuklós busz
- 40 Mercedes-Benz eCitaro

## Trolibusz
A ma is üzemelő budapesti trolibuszhálózat kialakulása 1949-ben indult, a 70-es trolibusz megnyitásával, (amely Sztálin 70. születésnapja alkalmából kapta a számát). A trolibusz mai formájában azonban először 1933-ban jelent meg Budapesten, Óbudán. Budapesten jelenleg 15 trolibuszviszonylat van.

### Járműpark
- 9 Ikarus 280T csuklós trolibusz
- 1 Ikarus 411T szóló trolibusz
- 6 Ikarus 412T szóló trolibusz
- 21 Ganz-Solaris Trollino 12 szóló trolibusz
- 42 Škoda-Solaris Trollino 12 szóló trolibusz
- 66 Škoda-Solaris Trollino 18 csuklós trolibusz

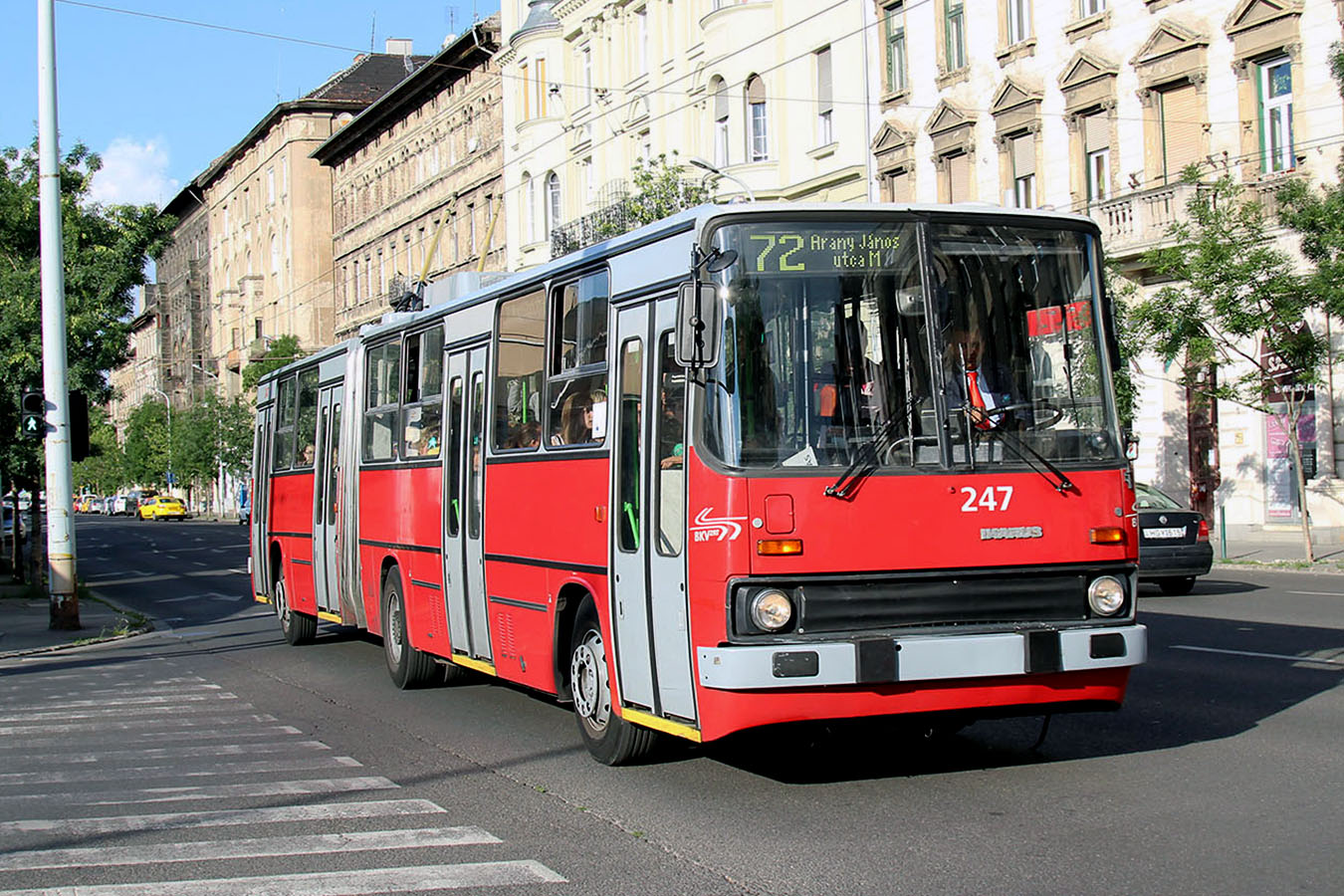
Ikarus 280T
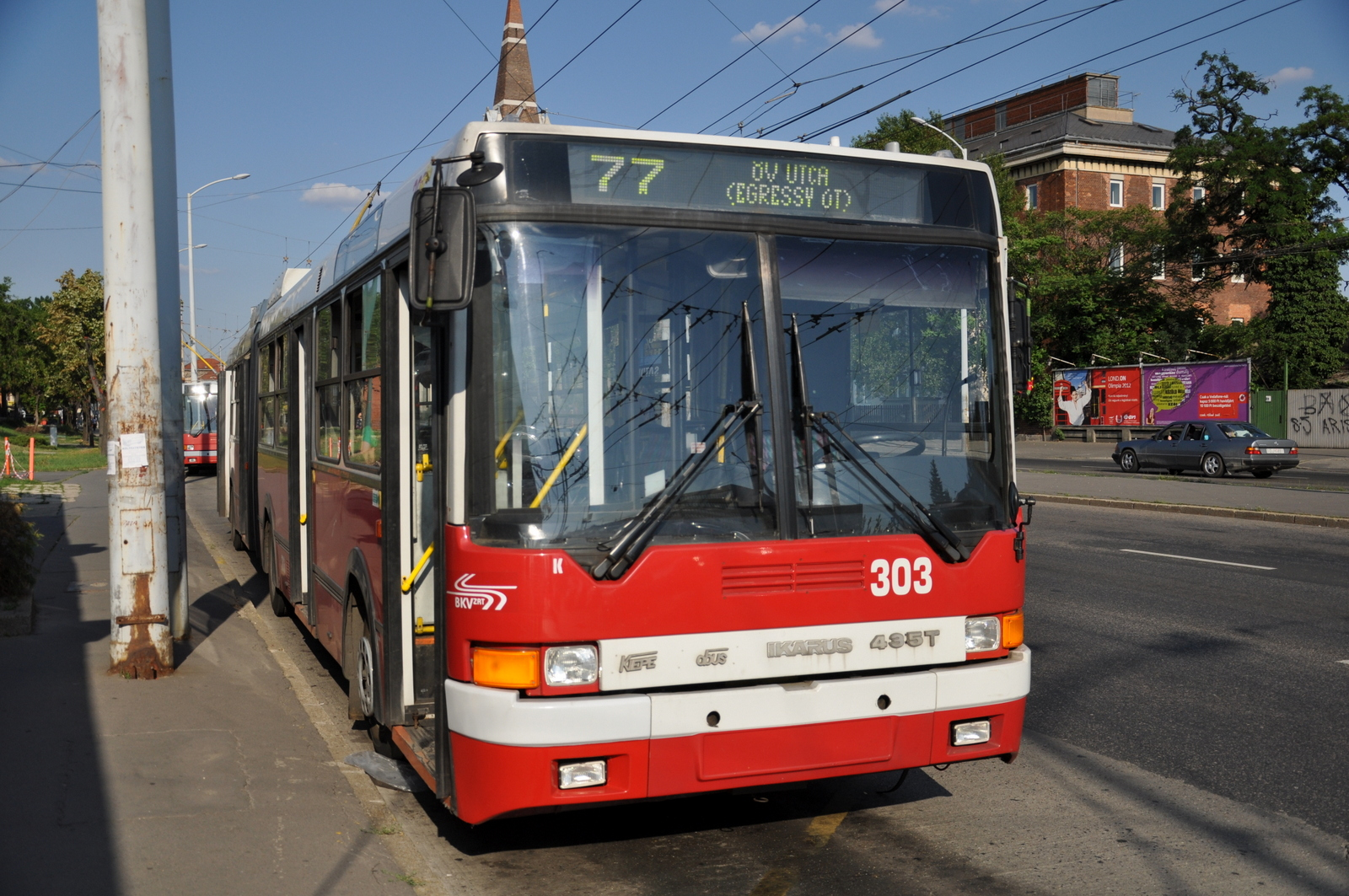
Ikarus 435T
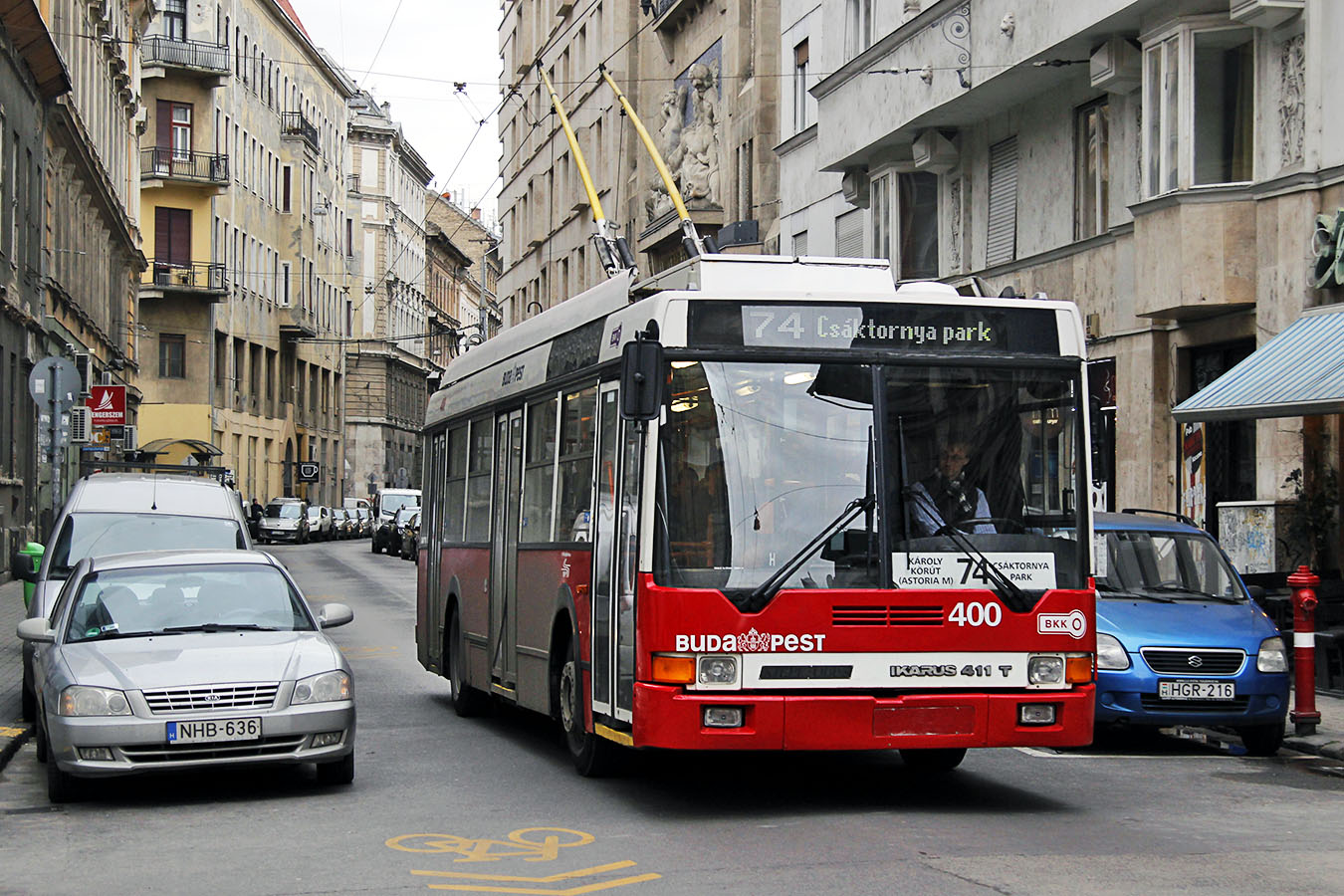
Ikarus 411T
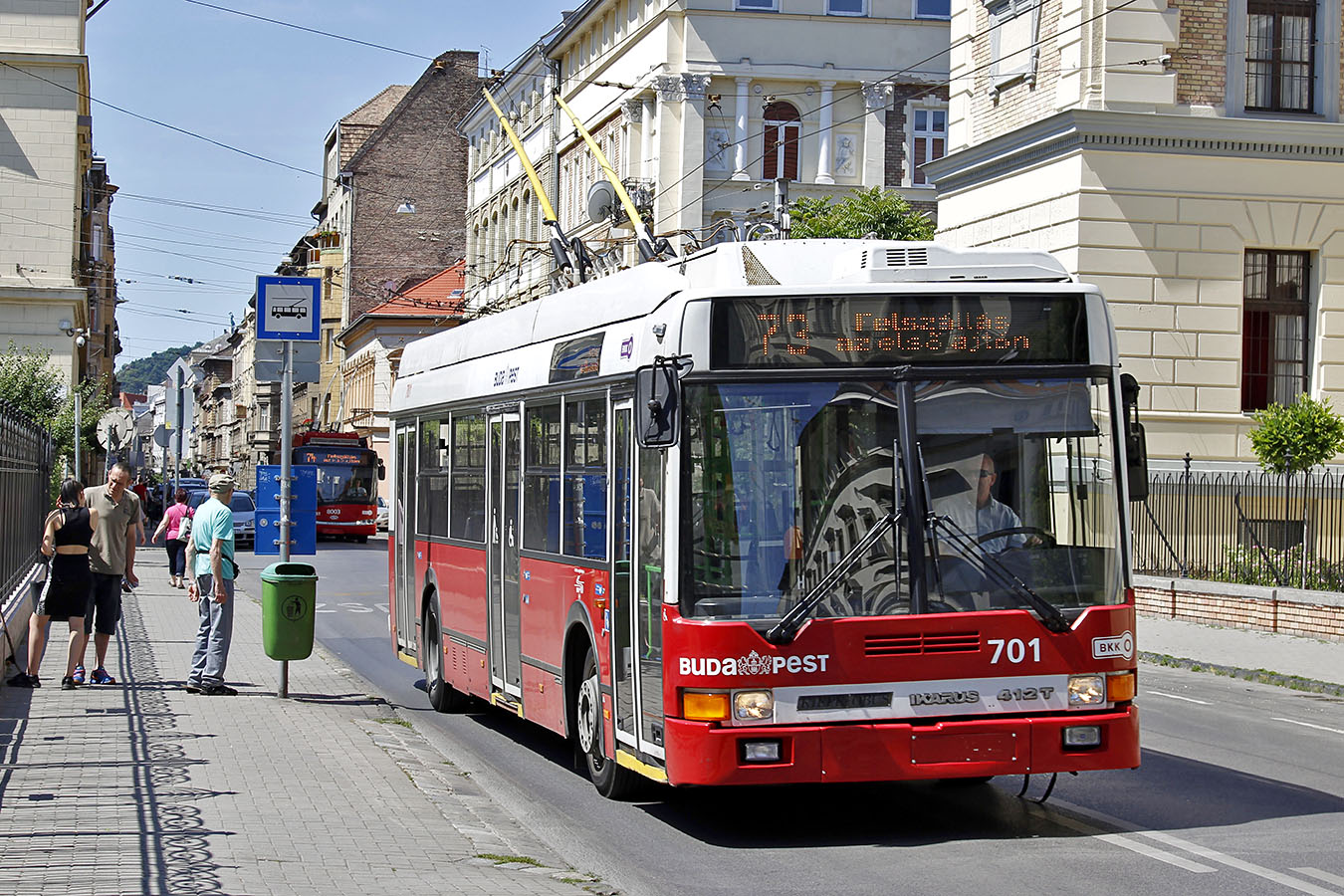
Ikarus 412T
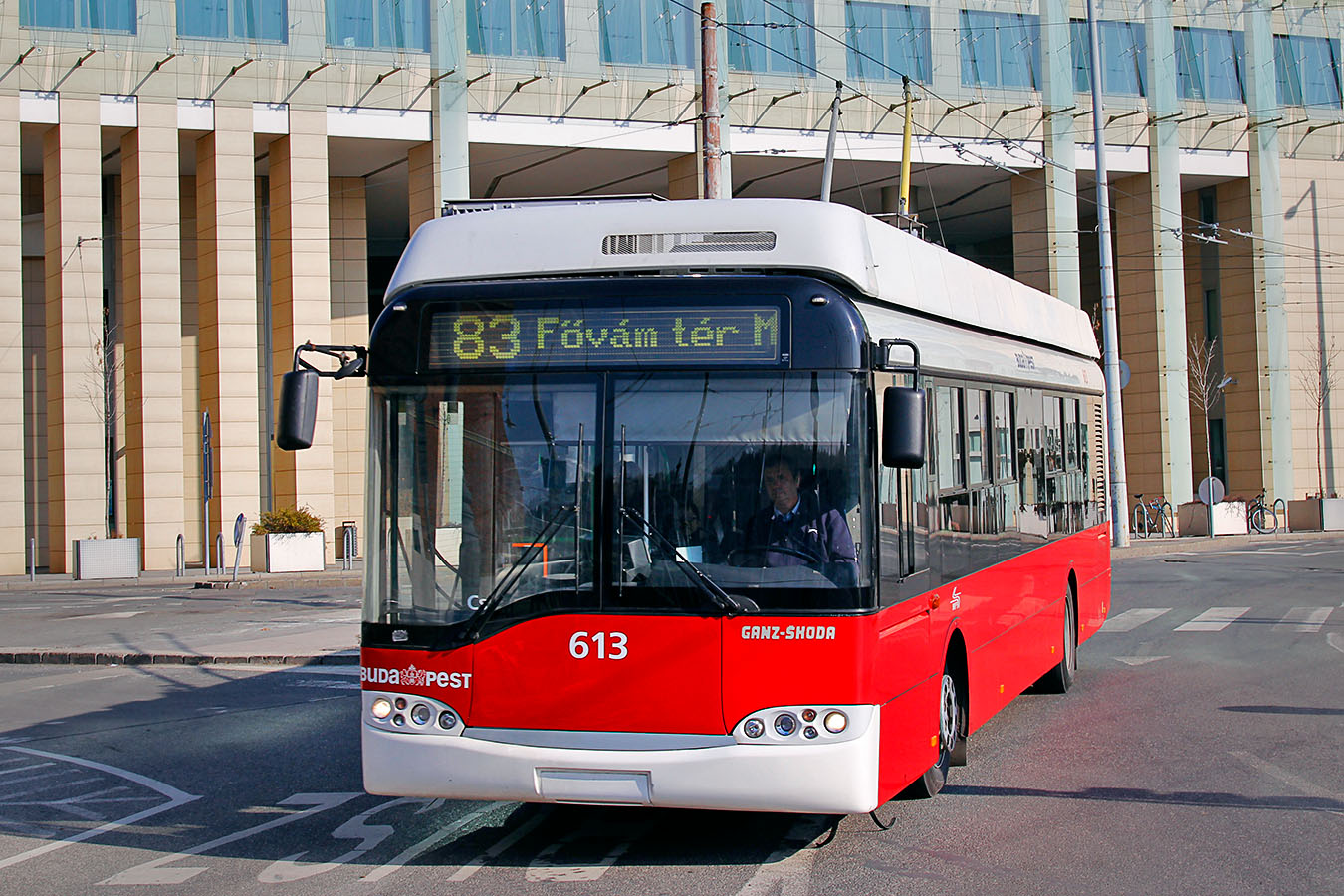
Ganz-Škoda-Solaris Trollino 12
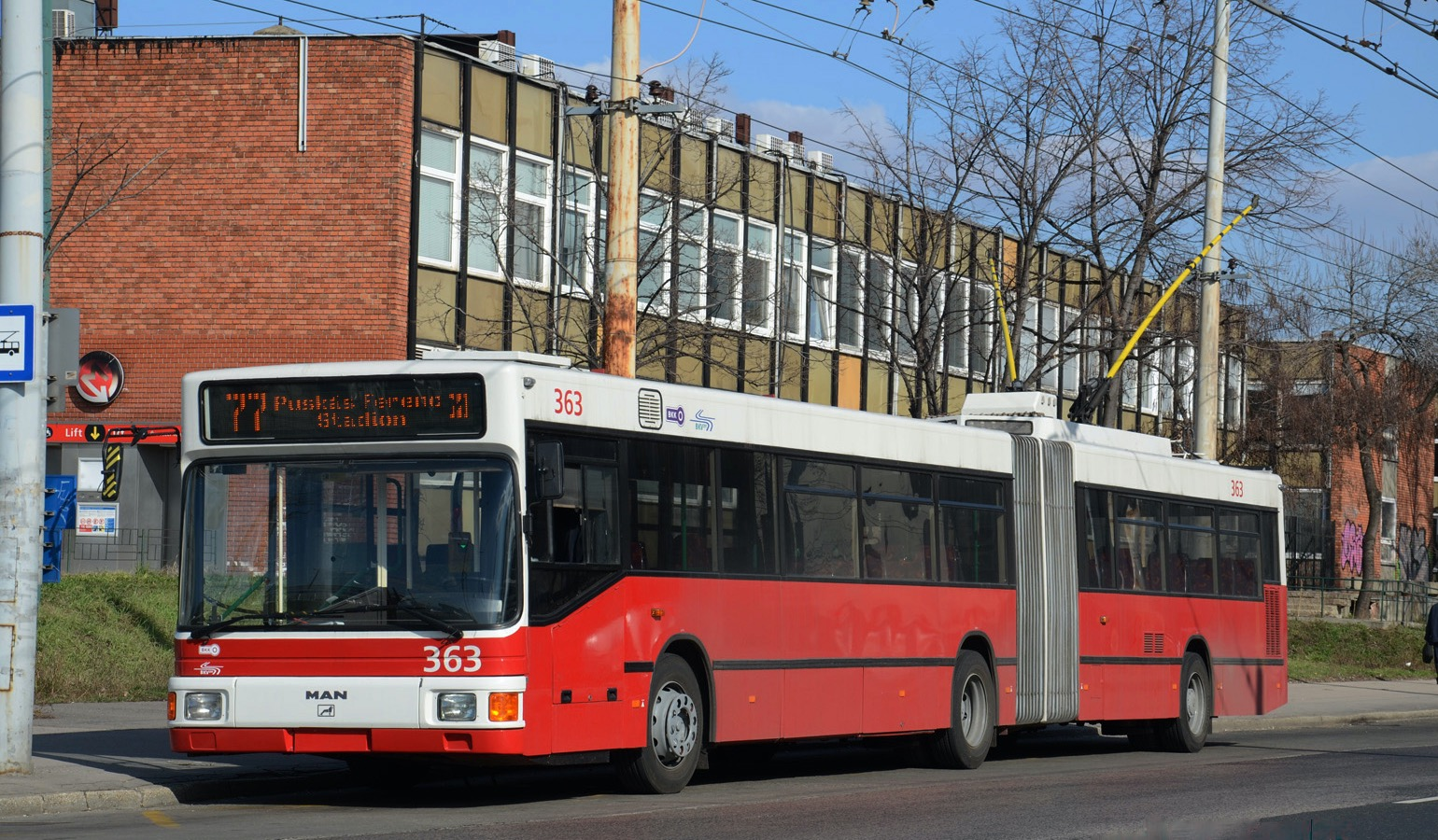
MAN NGE152
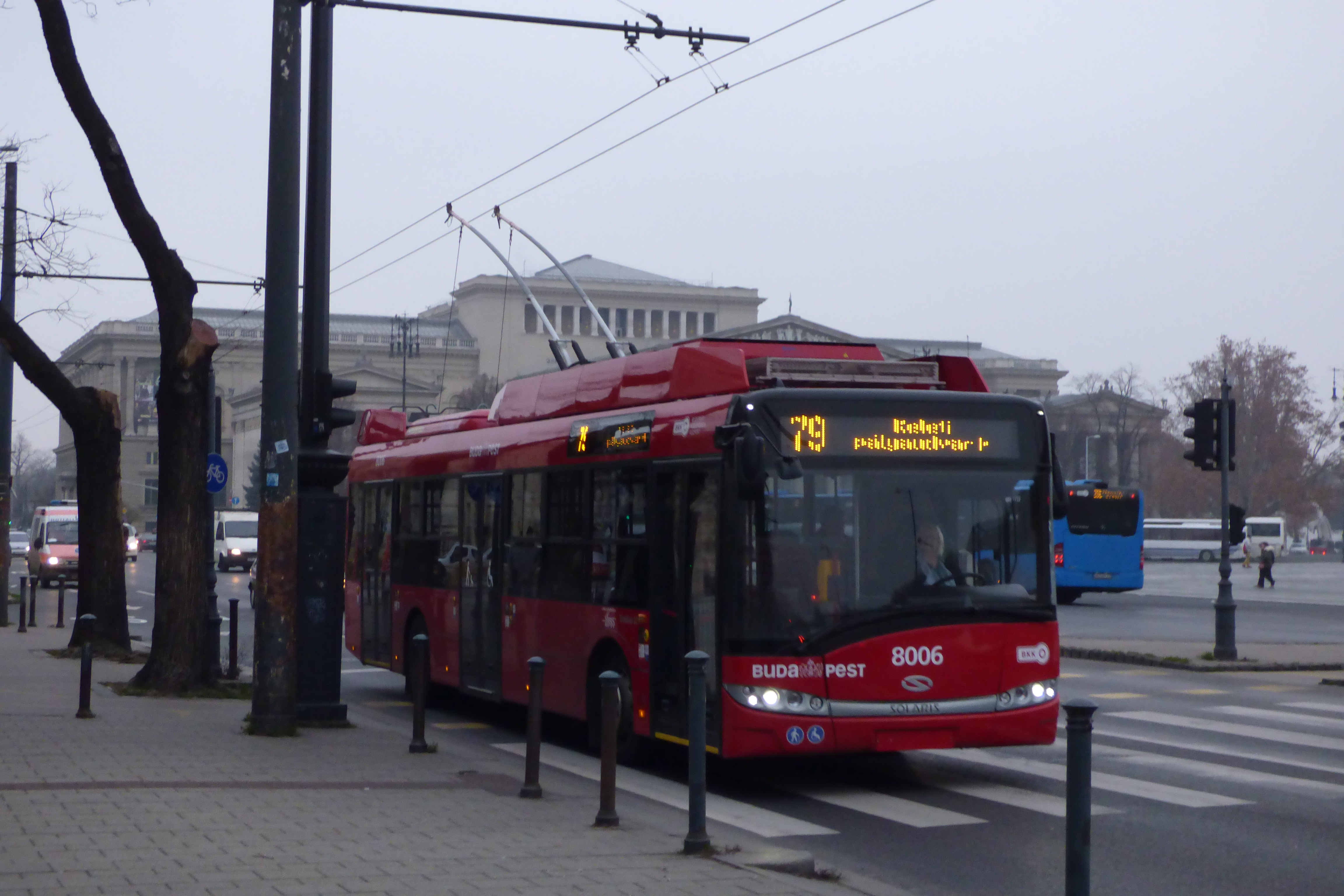
Škoda-Solaris Trollino 12
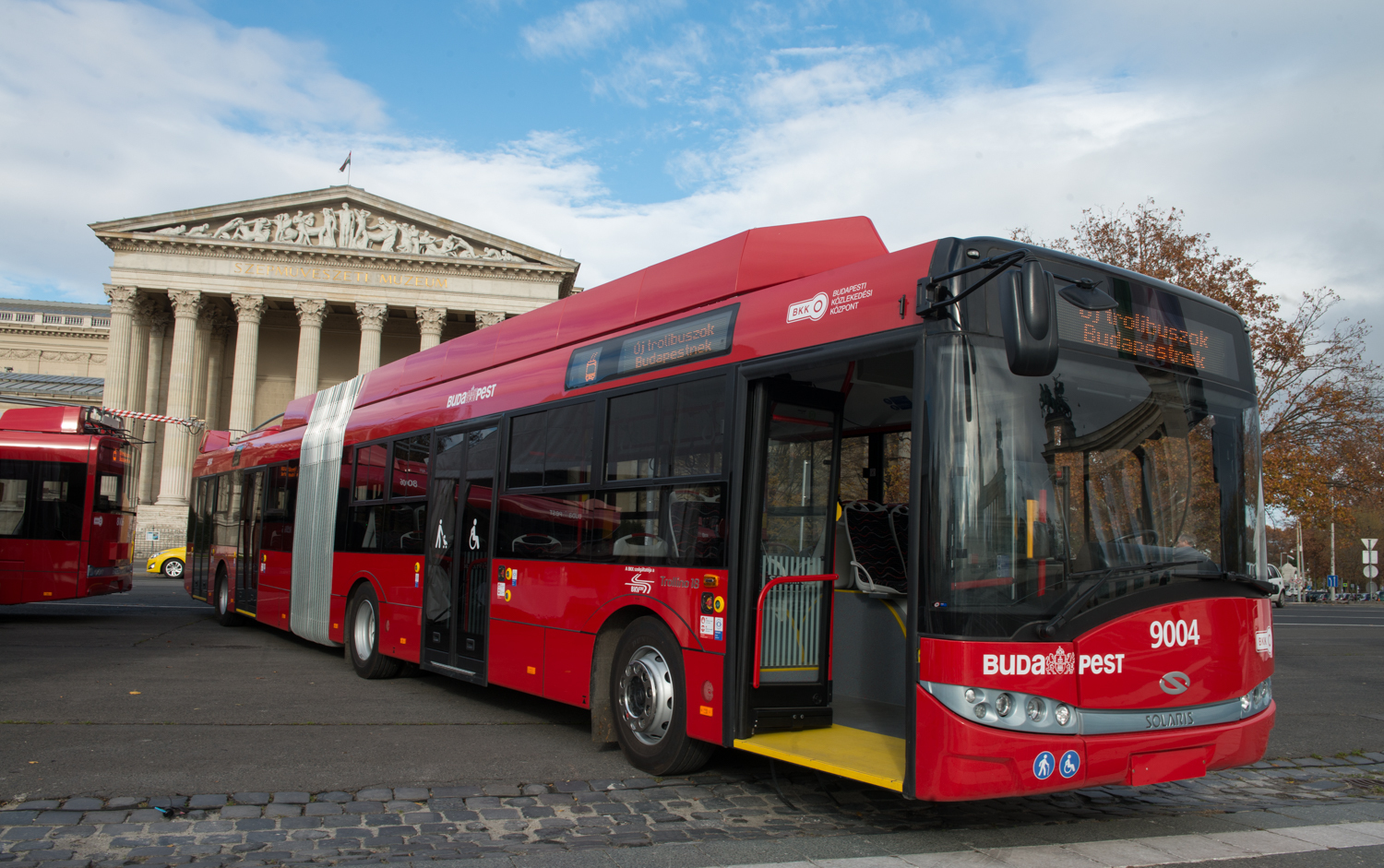
Škoda-Solaris Trollino 18

## Mikrobusz
A BKV – a BKV Tours-on keresztül – turisztikai célból mikrobuszokat üzemeltet március elejétől október közepéig a Margitszigeten. Ezek az UAZ 451-es típusú mikrobuszok egy gépes- és két pótkocsiból állnak. Az első generációt 1977. április 1-jén állították forgalomba.
2015. november 6-tól a mikrobusz a Városligetben közlekedik, Budapesti Sétajárat néven.

## BKK Telebusz
2013 novemberében a BKK elindította a 219-es járatot, mely csak előre, telefonon bejelentett igény esetén közlekedik. Ugyanekkor a 260-as buszt a Virágosnyereg útig hosszabbították, azonban a Kocsis Sándor úttól csak igény esetén érintette Csúcshegy–Harsánylejtő térségét (ez a járat 2016 januárjától már mindenképpen végigközlekedik, a Telebusz-rendszer megszűnt).
Az első hónapok sikeres üzemeltetési tapasztalatai után a rendszert több helyen elterjesztették, például Solymáron a 157-es buszon (melyen a szolgáltatás csak este 20:00-tól és hétvégén van érvényben), illetve Rákoscsabán a 269-es, 297-es és 298-as járatokon csúcsidőszakon kívül.

## Helyiérdekű és környéki vasutak

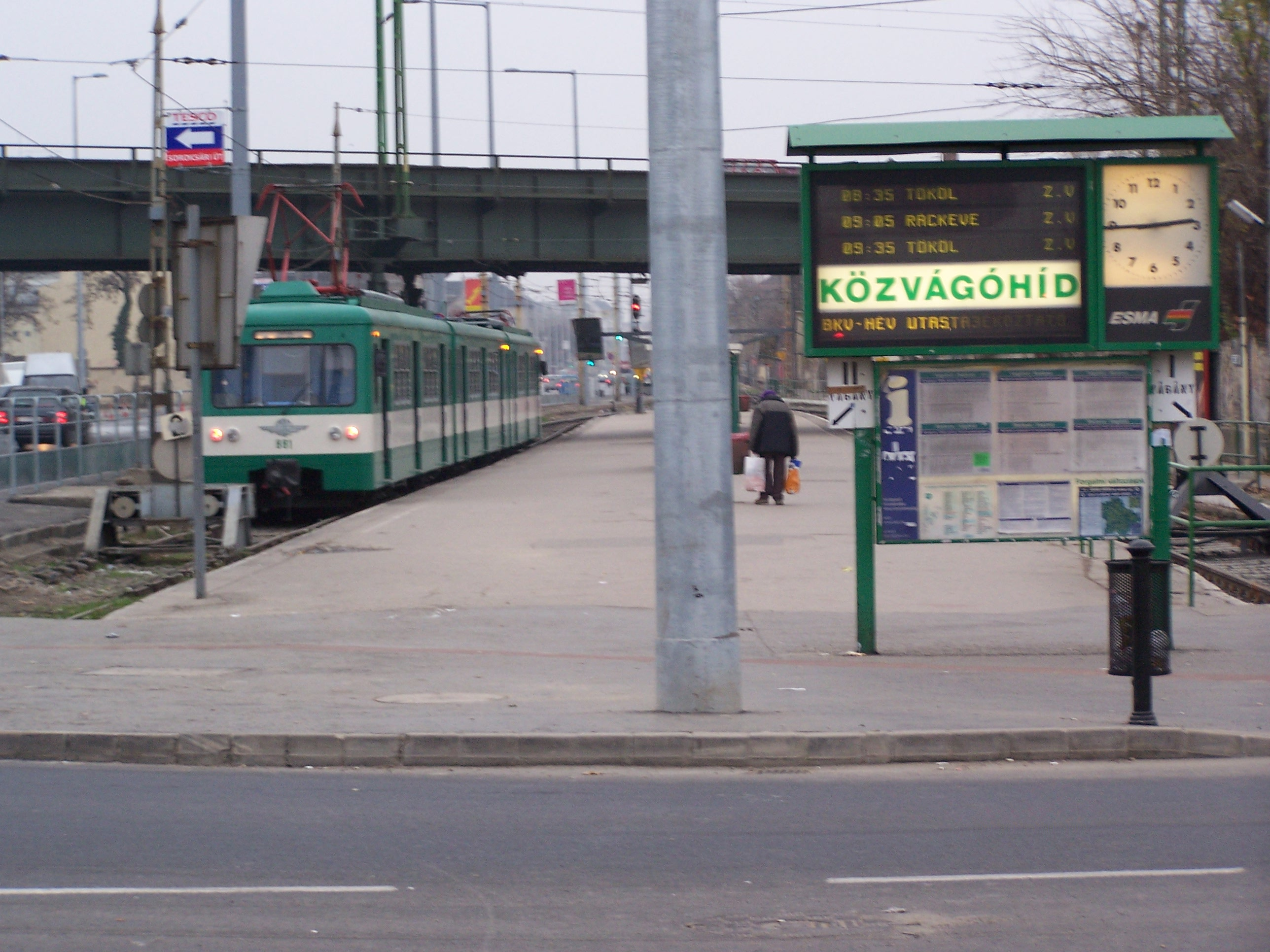
A Közvágóhíd HÉV-állomás, egy háromkocsis szerelvénnyel

Budapest a magyarországi vasúti hálózat központja; a fővároson átmegy minden Magyarországot érintő transzeurópai vasúti folyosó.
Az agglomerációt a fővárossal összekötő öt helyiérdekű vasutat a MÁV-HÉV üzemelteti.

## Különleges vasutak

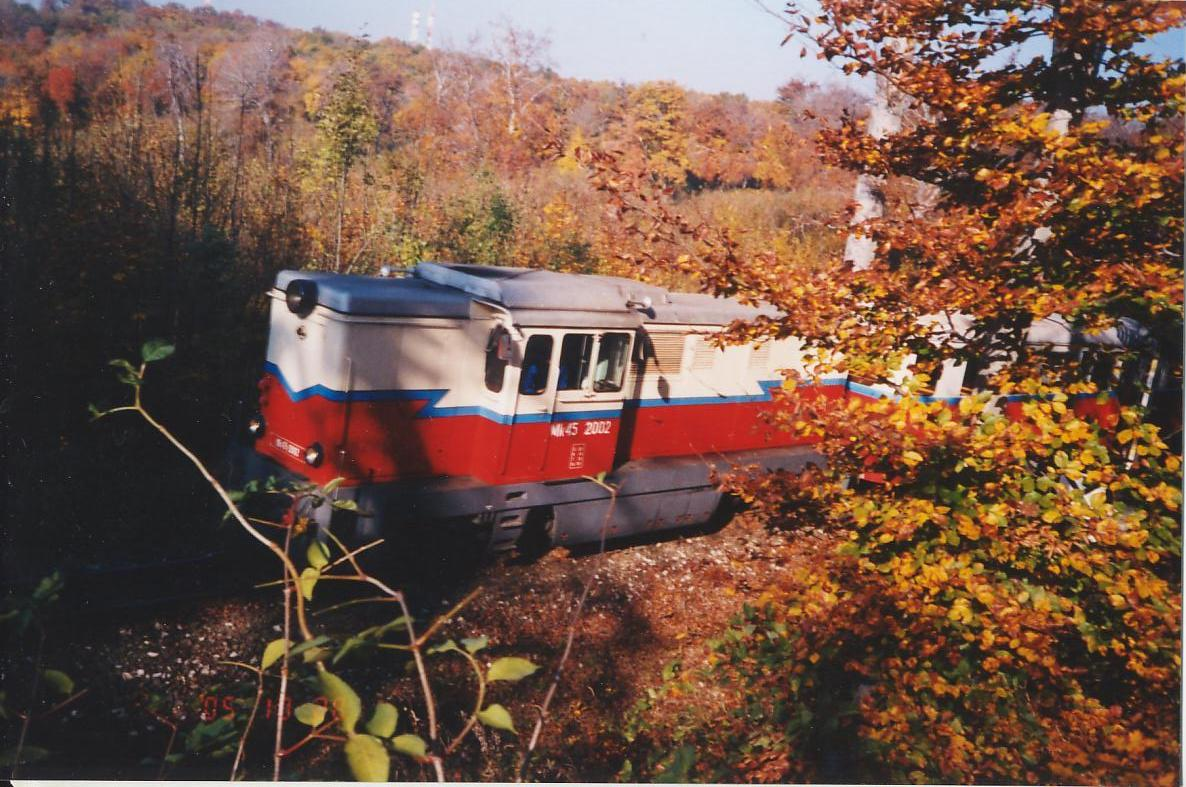
A Gyermekvasút személyvonata

Budapest több különleges vasúttal rendelkezik. A fogaskerekű, a sikló drótkötél-vontatású különleges vasút, a libegő pedig egy, a sífelvonókhoz hasonló drótkötélpályás felvonó. A Széchenyi-hegy és Hűvösvölgy között közlekedik a Gyermekvasút (eredeti nevén Úttörővasút). Ez egy olyan kisvasút, ahol 10-14 éves gyermekek teljesítenek szolgálatot.

## Dunai hajózás
2012. július 1-jétől a Budapesti Közlekedési Zrt. elindította a hétvégén hajójeggyel, hétköznapokon pedig Budapest-bérlettel vagy bármilyen 24 órás vagy annál hosszabb érvényességű jeggyel igénybe vehető hajójáratait. A járatok közül egy csak hétköznapokon (  ), egy pedig minden nap (  ) közlekedett. 2014 márciusában a BKV vette át a Soroksári rév üzemeltetését, mely   -es jelzéssel közlekedik minden nap. 2020 óta már csak a D14-es komp közlekedik. 2021 májusától a Budapesti Közlekedési Központ a BKV helyett a MAHART–PassNave Személyhajózási Kft.tól rendelte meg a nyári szezonban a Nemzeti Színház és a Margit-sziget között menetrend szerint két óránként közlekedő Budapesti Körjárat üzemeltetését.

## Utastájékoztatás

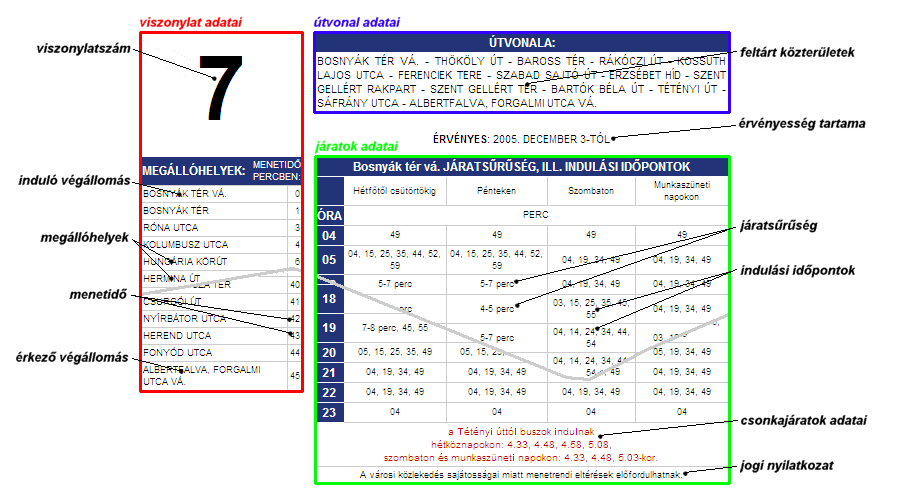

Budapesten az utastájékoztatás rendkívül sokat fejlődött az elmúlt évtizedben. Számos próbálkozás és érdekes megoldás után 1997-ben a 103-as autóbusz viszonylaton vezették be először az azóta a megállóhelyi táblákon országszerte alkalmazott MABEG rendszerű kereteket, amelyekben az aktuális járatinformációkat tartalmazó utastájékoztató menetrendi nyomtatványok papírlapjait könnyen cserélhető műanyag plexilapok védik az amortizációtól és stabilan rögzíthetők a masszív fémkeretben. A 2013–2014 között megvalósult FUTÁR-projekt keretében minden járművet felszereltek GPS alapú nyomkövető rendszerrel, amely egyúttal az audiovizuális utastájékoztatás feladatát is képes ellátni. (Amennyiben az adott jármű elektronikus kijelzőkkel rendelkezik.) A város kb. 250-260 pontján vizuális kijelzők mutatják, hogy mikor érkezik az adott járat a megállóba, ez szintén a FUTÁR projekt keretében valósult meg. A megállókat géphang közli a buszokon, trolikon, villamosokon és hajókon, melynek hangja legtöbbször a korábbi FOK-Gyem-es és Vultron-os hangoknál is használt Tarcsa Zsuzsa, aki az MTV egykori bemondónője volt.
A metrók többségén Szalóczy Pál és Rachel Appleby tájékoztatja az utasokat. Korábban az M1-es metrón Varga János (a Kossuth Rádió jelenlegi hangja), az M2-esen először Barra Mária és Thoma István, majd Bőzsöny Ferenc és Tarcsa Zsuzsa hangja volt hallható.
A HÉV szerelvényein Tarcsa Zsuzsa és Rachel Appleby hangjai hallhatók.
A forgalmi változásokkal kapcsolatos szövegek általában Repkényi Dóri, a Jazzy Rádió egyik műsorvezetőjének hangján hangzanak el a járműveken és az állomásokon. 2021 óta a MÁV-START szintén az ő hangján tájékoztatja a Vultron-rendszerű vonatok utasait is.